# Procryptocerus petiolatus
Procryptocerus petiolatus är en myrart som först beskrevs av Smith 1853.  Procryptocerus petiolatus ingår i släktet Procryptocerus och familjen myror. Inga underarter finns listade i Catalogue of Life.